# Langer Grundbach (Eichbach)
Der Lange Grundbach ist ein rechter Zufluss des Eichbaches im Landkreis Aschaffenburg im bayerischen Spessart.

## Geographie

### Verlauf
Der Lange Grundbach entspringt am Goldberg nördlich von Michelbach. Er fließt in nordöstliche Richtung im Straßengraben des Langen Grundweges nach Albstadt, wo er in eine Verrohrung geleitet wird und den Kurzen Grundbach aufnimmt. Der Lange Grundbach verläuft unter der Goldbergstraße und mündet in den Eichbach.

### Zuflüsse
- Kurzer Grundbach (links)

### Flusssystem Kahl
- Liste der Fließgewässer im Flusssystem Kahl